# Weinbergen
Weinbergen est une ancienne commune allemande de l'arrondissement d'Unstrut-Hainich, Land de Thuringe.

## Géographie
Weinbergen se situe sur l'Unstrut. Ses affluents Notter et Seebach traversent son territoire.
La commune comprend les quartiers de  Bollstedt, Grabe, Höngeda et Seebach.
| Mühlhausen                |                            |        |
| Vogtei                    | Weinbergen                 | Körner |
| Heroldishausen Flarchheim | Altengottern Großengottern |        |

Weinbergen se trouve sur les Bundesstraße 247 et 249 et la ligne de Gotha à Leinefelde.

## Histoire
La commune est née de la fusion en juillet 1994 de Bollstedt, Grabe, Höngeda et Seebach.

## Personnalités liées à la commune
- Walter Burghardt (1885-1938), homme politique nazi
- Mechthild von Alemann (né en 1937), homme politique

## Source de la traduction
- (de) Cet article est partiellement ou en totalité issu de l’article de Wikipédia en allemand intitulé « Weinbergen » (voir la liste des auteurs).